# Intrusiepreventiesysteem
Een Intrusion Prevention System of IPS is een security device wat een netwerk continu monitort op verdachte activiteiten. Een IPS is geavanceerde dan een intrusion detection system, niet alleen monitored IPS het netwerk, maar ook neemt het systeem actie onderhanden zoals; rapporteren, blokkeren van verdachte activiteiten.